# Найджъл Робърта
Найджъл Робърта (на нидерландски: Nigel Robertha) е нидерландски футболист, нападател.
Робърта израства в юношеската школа на Фейенорд и дебютира за основния състав през 2016 г.
През 2017 г. преминава в отбора на Камбюр, а през лятото на 2019 г. подписва договор с Левски (София). Изиграва първият си мач за Левски в мач реванш от квалификациите за Лига Европа срещу АЕК Ларнака на 1.08.2019, а първият му гол за сините е в мача срещу Царско село на 5.08.2019, което е и неговият дебют в българското първенство.